# Con đầu lòng
Con đầu lòng (còn gọi là con cả hoặc con đầu) là đứa con đầu tiên trong gia đình. Lịch sử cho thấy vai trò của con đầu lòng rất quan trọng trong xã hội, đặc biệt là con trai đầu lòng ở các xã hội gia trưởng. Trong luật pháp, nhiều hệ thống đã áp dụng khái niệm quyền thừa kế, theo đó con đầu lòng thừa kế tài sản của cha mẹ. Trong Do Thái giáo, con đầu lòng, gọi là bechor, cũng giữ vị trí đặc biệt.

## Lịch sử
Alfred Adler (1870–1937), một nhà tâm lý học người Áo, đồng thời là người cùng thời với Sigmund Freud và Carl Jung, là một trong những người đầu tiên cho rằng thứ tự sinh có ảnh hưởng đến tâm lý học nhân cách. Ông cho rằng thứ tự sinh có thể để lại dấu ấn sâu sắc trong cách sống của một người, cụ thể là cách họ đối mặt với tình bạn, tình yêu và công việc. Theo Adler, con đầu lòng có thể cảm thấy "mất vị trí" khi có em, và điều này có thể ảnh hưởng lâu dài đến họ. Con út và con một có thể được nuông chiều quá mức, dẫn đến những ảnh hưởng về tính cách sau này.